# Statue-menhir de Saint-Sernin
La statue-menhir de Saint-Sernin, appelée aussi la Dame de Saint-Sernin, est une statue-menhir appartenant au groupe rouergat découverte à Saint-Sernin-sur-Rance, dans le département de l'Aveyron en France.

## Description
Elle a été découverte en 1885 près du tènement de Laval. C'est l'une des premières statues étudiées par l'abbé Hermet. Elle a été sculptée en bas-relief dans une dalle de grès permien mesurant 1,13 m sur 0,56 m et 0,18 m d'épaisseur.
C'est sans doute la plus connue des statues-menhirs et elle symbolise toutes les statues du groupe rouergat. Esthétiquement, c'est une des plus complètes. Elle comporte tous les caractères anthropomorphes et tous les attributs qui peuvent exister sur une statue-menhir féminine : paire de seins, pendeloque en « Y », collier à six rangs, tatouages, vêtement, ceinture et chevelure coiffée en deux nattes attachées à leurs extrémités. Les bras sont coudés à angle droit et se prolongent sur les deux bords de la dalle. Les jambes sont disjointes. La ceinture double enserre un vêtement à plis représenté sur chaque face. Au dos, les crochets-omoplates sont visibles.